# Esperia Cremona
Esperia Cremona – żeński klub piłki siatkowej z Włoch. Został założony w 1961 roku z siedzibą w Cremonie.